# 三代澤康司
三代澤 康司（みよさわ やすし、1960年4月14日 - ）は、日本のフリーアナウンサーで、朝日放送→朝日放送テレビの元・アナウンサー。同局のアナウンサー時代から、「みよちゃん」という愛称で知られている。

## 人物・略歴
3歳から12歳まで、大阪府羽曳野市内の団地に居住。中学入学時に奈良県生駒郡平群町へ引っ越した。朝日放送テレビの公式サイト内のプロフィールでは、自身の出身地を「奈良県」と記載。現在は、同じ郡内の三郷町に住んでいることを公表している。
奈良県立奈良高等学校から大阪市立大学（現・大阪公立大学）商学部へ進学。大学在学中は、落語研究会の一員として、「市大亭黄恋児」（しだいていおれんじ）の芸名で活動していた。大学卒業後の1984年同局へ入社。同期入社に、板井昭浩（元・プロデューサー、朝日放送テレビ東京支社編成部ゼネラルプロデューサー経て、現在はイベント事業部）や松原宏樹（元・アナウンサー）がいる。
テレビ番組では、入社2年目の1985年『YOUごはんまだ?』（平日の夕方に生放送の帯番組）の木曜日と、『ABCヤングプラザ』（土曜日に放送の音楽番組）へレギュラー出演。1988年より『おはよう朝日です・土曜日です』（現在の『おはよう朝日土曜日です』）の司会、1994年から2004年まで平日夕方の情報番組『ワイドABCDE〜す』（後に『ワイドABCで〜す みよ缶』→『わいど!ABC』）の総合司会を10年務めた。この間には、平日の昼間にラジオで放送される生ワイド番組（『こころ晴天』→『スラスラ水曜日』）にも、週に1日のペースで出演していた。
2004年10月より、ラジオの生ワイド番組『ドッキリ!ハッキリ!三代澤康司です』（『ドキハキ』）を担当。これを機に、活動の軸足をラジオパーソナリティへ移している。2006年7月～9月には、先輩アナウンサー・道上洋三の入院と療養を受けて、『おはようパーソナリティ道上洋三です』月 - 木曜日のパーソナリティ代理を担当した。
2009年頃からは、『ドキハキ』への出演と並行しながら、テレビの深夜バラエティ番組『ごきげん!ブランニュ』（『ごきブラ』）にもたびたび登場。「ごきブラ特命係長」の肩書で身体を張ったロケ（総距離約80kmの鯖街道踏破挑戦企画など）にしばしば参加。2010年6月27日には、マラソン未経験だったにもかかわらず、『ごきブラ』の企画でサロマ湖100キロウルトラマラソンに挑戦する羽目になった（60km地点で制限時間を約3分経過したためリタイア）。その一方で、2014年には髄膜炎を発症したため、6月30日から7月15日まで『ドキハキ』のスタジオ出演やイベントへの登場を見合わせていた。
入社以来スポーツ実況とは無縁であったが、2017年6月15日には、『ドキハキ』の特別企画「ドキハキ史上最大の作戦　三代澤康司57歳　野球実況に挑戦!」で同番組向けにBASEBALL FIRST LEAGUE・兵庫ブルーサンダーズ対06BULLS戦（アメニスキッピースタジアム）の実況を担当。1年後輩で現役のスポーツアナウンサーでもある中邨雄二・伊藤史隆 や、かつて高校野球中継の実況を経験していた後輩アナウンサーの柴田博から指導を受けた ほか、実況には湯舟敏郎（朝日放送野球解説者）が同席した。
2020年の誕生日で朝日放送グループの定年（60歳）に達したことから、2020年度末（2021年3月31日）で朝日放送テレビを定年で退職。定年後もフリーアナウンサーとして『ドキハキ』への出演を続ける意向を、2020年10月の時点で明らかにしていた。退職を機に、個人事務所を設立。退職の翌日（2021年4月1日）は木曜日であったため『朝生ワイド す・またん!』（読売テレビ）へのゲスト出演を経て、『ドキハキ』でパーソナリティを務めた。

## 趣味・エピソード
趣味は落語や中国語の学習。プロの噺家に混じって、自ら「ちりとてちん」や「崇徳院」を高座にかけたことがある。また、落語会の司会や、落語家との対談番組・座談会に登場することも多い。2013年10月からは、ABCラジオの演芸アーカイブ番組『ラジオわろうてい』で「席亭」（進行役）を務めた。また伊藤史隆（神戸大学落語研究会出身）、戸谷公一（8年後輩のラジオプロデューサー。関西学院大学文化総部甲山落語研究会出身）、桂紗綾（2017年頃より参加）と交代で、関西の演芸専門フリーペーパー「よせぴっ。」にリレーコラムを執筆している。
朝日放送入社後の1988年に、『おはよう朝日です』のアシスタントだった辰巳理香と結婚した。
森たけし（読売テレビ→フリー）、山本浩之（関西テレビ→フリー）、柏木宏之（毎日放送→フリー）、上泉雄一（毎日放送）、原田年晴（ラジオ大阪）など、在阪他局に在籍する同年代のアナウンサーと盛んに交流。お互いの出演番組で、交流の模様を語ることも多い。2013年6月1日には、大阪市淀川区のシアターセブンで、山本のフリーアナウンサー転身を記念した有料のトークイベント「三代澤康司 × 山本浩之 × 森たけしLIVE『二ヶ月贈（おく）れの卒業式』」を開催した。
大学時代からライブを追いかけるほど、シンガーソングライター・南こうせつのファン。朝日放送への入社後は、『わいど!ABC』のオープニング・テーマ（後に『ドキハキ』のエンディング・テーマ）として楽曲「LOVE&PEACE」を提供されるほど、南との交流を深めている。
山田雅人や桂む雀とも親しく交流。む雀が『桂む雀の夕刊探検隊』（ABCラジオ）の収録中に脳出血を発症した2005年3月には、「隊長」（メインパーソナリティ）のむ雀に代わって、同番組の「隊長代行」を急遽務めた。山田は、自身の講談イベントの告知・チケット先行予約を兼ねて、『ドキハキ』へ頻繁にゲストで出演。三代澤も、む雀の療養生活やハーモニカ奏者としての活動を折に触れて『ドキハキ』で紹介したり、番組主催のイベントで2人と共演したりしている。さらに、2017年10月3日からは、山田を『ドキハキ』の火曜パートナーに起用。これを機に、「こうせつ市場」という漫才コンビを山田と組んでいる。
料理が好きで、カレーへのこだわりが特に強い。『ドキハキ』で「ホンマ・ミーア!」（大阪弁で「本当」を意味する「ホンマ」とイタリア語で驚きを表現する「マンマミーア!」を組み合わせた造語）を使い始めた2019年には、「ホンマ・ミーアカレー」と称するイタリアン風味のレトルトカレーをプロデュース。同年6月の「ABCラジオ スペシャルウィーク」期間中に数量限定で希望するリスナーに提供したところ、商品化のリクエストが相次いだことから、2020年1月にはカッパ・クリエイトが「かっぱ寿司」ブランドで展開している関西圏の店舗の半数以上（27店）での店頭販売や、「ホンマ・ミーアカレー」以外の季節限定商品を紹介する「かっぱ寿司」のラジオCMへの出演にまで発展している。
朝日放送（テレビ）のアナウンサー時代には、阪神・淡路大震災発災（1995年1月17日）の直後から、被災地域のリポートをテレビ番組向けに長らく担当。2011年の7月には、同年3月11日発災の東日本大震災で津波によって大きな被害を受けた宮城県石巻市を、『ドキハキ』平日版のパーソナリティとして訪問した。『ドキハキ』では三代澤の帰阪直後から、石巻市を初めとする「東北の今、被災地の今」（現状）を伝える目的で「石巻通信」というコーナーを毎週水曜日の11時台前半に放送。朝日新聞東京本社の仙台総局や石巻支局に赴任している記者との電話リポートを定期的に放送しているほか、自身も2014年秋・2016年夏に桂南天（曜日パートナーの1人で落語家）との落語会を石巻市内で開いたり、2018年に石巻市立大川小学校の敷地などをバスでリスナーと巡ったりしていた。『朝日新聞』2023年3月15日（木曜日）付朝刊の「ひと」欄では、「東日本大震災を伝え続ける大阪のラジオアナウンサー」というタイトルでこのような活動が紹介されている。

## 現在の出演

### ラジオ
- ドッキリ!ハッキリ!三代澤康司です（メインパーソナリティ、2004年10月2日 - ）

## 過去の出演

### 朝日放送→朝日放送テレビアナウンサー時代
- ABCニュース（テレビ・ラジオとも不定期）
  - 『ドッキリ!ハッキリ!三代澤康司です』の平日帯番組化後に担当を外れていたが、同番組の放送曜日が月 - 木曜日に変更されたことを機に、テレビでは2019年4月から、ラジオでは同年5月から金曜日に担当を再開。ラジオでの担当再開後は、金曜日深夜 - 土曜日早朝の宿直勤務に就くこともあった。

#### テレビ
- YOUごはんまだ?（木曜レギュラー 1985年 - 1986年1月）
- ABCヤングプラザ（1985年）
- おはよう朝日です・土曜日です（1988年4月 - 1994年3月）
- '88歌謡ゴールデン大賞・新人グランプリ（司会）※全国ネット
- ワイドABCDE〜すシリーズ
  - ワイドABCDE〜す（リポーター 1994年4月 - 1995年9月、総合司会 1995年10月 - 2003年3月）
  - ワイド630（1999年10月4日 - 2000年9月29日）
  - ワイドABCで〜す みよ缶（2003年4月 - 2004年3月26日）
  - わいど!ABC（2004年4月 - 2004年9月）
- ス・テ・キの扉（2007年10月6日 - 2008年9月27日）
- 探偵!ナイトスクープ
  - 2008年2月15日のレギュラー放送で、「麺をすすれない女子アナ（当時の新人アナウンサー・堀友理子）」というテーマの「依頼者」としてVTR出演。三代澤は堀など2007年度新人アナの教育研修を担当していたことから、グルメリポートに支障が出ることを懸念しての依頼だった。
  - 番組の放送20周年を記念した同年の特別番組『探偵!ナイトスクープ リターンズ』では、堀と共にナビゲーターを務めた。
- おはよう朝日です
  - 前述した土曜版へ出演する前に、週に1日のペースで生中継リポーターを担当。2000年代の後半には、VTRコーナーの『無知との遭遇』に「お茶のミヨ博士」として出演していた。
- ごきげん!ブランニュ（「ごきブラ特命部長」という肩書で不定期出演）
- 土曜ワイド劇場『京都殺人案内32・京友禅に染めこむ殺意の紅!』（2010年2月27日）※全国ネット
- THAT'S ENKA TAINMENT〜ちょっと唄っていいかしら?〜（2013年10月 - 2018年9月）
  - 主にナレーションを担当。VTRロケに参加することもあった。

以下の番組では、いずれもナレーションに専念。
- 一志相伝〜受け継がれる職人の心〜
- キャスト
  - 『ワイドABCDE〜す』シリーズの後継番組で、朝日放送テレビの定年（60歳）を迎えた2020年度に、「よしたか・さわだのごはんのおとも教えてください!」（火曜日第1部のロケ企画）→「よしたか・澤田の田舎に家借りるってよ!」→「よしたか・あずまの田舎に家借りたってよ!」（いずれも火曜日第2部のロケ企画）で担当。

#### ラジオ
- ABCラジオファンキーズ（金曜日パーソナリティ、1987年10月 - 1988年9月）
  - 大阪（心斎橋筋2丁目劇場）と東京（港区芝公園（当時）の朝日放送 東京支社スタジオと新宿コメディシアター）から公開生放送のパーソナリティを週替わりで担当。
- 土曜名人会
- こころ晴天シリーズ
  - 上沼恵美子のこころ晴天（水・木曜パートナー、1993年4月 - 1995年9月）→　木曜パートナー（1995年10月 - 2000年3月）
  - 三代澤・宮根のこころ晴天（1995年10月 -　1997年）
  - 三代澤・宮根・桜井のこころ晴天（1997年 - 2000年3月）
  - 三代澤康司のこころ晴天（年末年始の特別番組）
  - 北村真平のこころ晴天（2013年12月30日）
- スラスラ水曜日シリーズ
  - 三代澤・宮根・桜井のスラスラ水曜日（2000年4月 - 2006年8月）
  - 三代澤・桜井のスラスラ水曜日（2006年8月 - 2006年9月）
  - 三代澤・桜井・やすとものスラスラ水曜日（2006年10月 -　2009年7月1日）
- 三代澤康司のドカーンと5時間一発勝負（日曜 12:00 - 17:00）
- 上方落語をきく会（2012年から2021年まで、年に1回放送される生中継の総合司会を担当）
- ラジオわろうてい（席亭、2013年10月6日 - 2017年3月26日）
- 三代澤康司の温かいって幸せ（2016年1月8日 -  3月25日、毎週金曜日17:10 - 17:15）
- もうすぐ夜明けABCフォーエバー（2018年1月7日）
- ホークス花の応援団（RKBラジオ、2014年2月12日）
  - 『ドキハキ』で2012年から実施しているびっくりドンキーとの期間限定コラボレーション企画の福岡版として、「白星ハッスル!!ベジバーグ」を開発したことから、『ドキハキ』の本番終了後にゲスト出演。
- サントリーウエルネス presents くにまる健康相談室（文化放送、2018年6月[8]）
  - 文化放送では毎週木曜日（『くにまるジャパン 極』内）、ABCラジオでは3日遅れの毎週日曜日に放送。ちなみに、朝日放送グループの東京支社は、同年10月から文化放送本社近くの日本生命浜松町クレアタワーに移転している。
- ラジオ演芸もん（「演芸アドバイザーXさん」としてゲスト出演）
  - 2017年5月14日・5月21日放送分（共演：桂雀五郎）
  - 2017年10月15日・10月22日放送分（共演：桂二葉）
  - 2018年3月4日・3月11日放送分（共演：ネイビーズアフロ）
  - 2018年7月1日・7月8日放送分（共演：笑福亭鉄瓶）
  - 2018年11月18日・11月25日放送分（共演：ラフ次元）
- 次は〜新福島!第2章=芽生え=（MBSラジオ、2019年2月28日）
  - メインパーソナリティ・福島暢啓の「パイセン（アナウンサーおよびラジオパーソナリティとしての先輩）」として、「ラジオ博愛主義!パイセンがやってきた!」（20時台のゲストコーナー）に、朝日放送テレビのアナウンサーから初めて出演。
- 三代澤、森ちゃん、ヤマヒロの我らアナウンサー第7世代（2021年1月1日の14:30 - 15:25に放送）
  - 朝日放送グループ本社内のラジオスタジオで2020年内に収録された森・山本浩之との鼎談番組。この番組に続いて、スタジオと出演者を変えずに『茶屋町ヤマヒロ会議』（MBSラジオで山本浩之がパーソナリティを務める番組）2021年の初回（1月3日）放送分も収録された。
  - 2023年1月3日6:00 - 7:55および2024年1月1日5:50 - 7:49過ぎに放送された『上泉雄一のええなぁ!年始SP 男しゃべりなお正月 関西フリーアナウンサー大集合』にも森・山本浩之と共に出演（前年内に収録）。

以下の番組には、メインパーソナリティ代理として出演。
- 桂む雀の夕刊探検隊（2005年3月）
- おはようパーソナリティ道上洋三です（2006年7月17日 - 2006年9月21日）
- 桑原征平粋も甘いも（2010年12月30日）

#### CM
- ABCハウジング（2012年 - 2015年、新聞広告にも登場）
  - 基本として単独（2013年10月から一時道上とのコンビ）で登場。『ドッキリ!ハッキリ!三代澤康司です』では、CM・広告への登場を開始する前から2016年3月まで、毎週木曜日の11時台に同社単独提供のコーナー「住まいのABC」を放送していた。
- かっぱ寿司（2020年1月および2021年1・2月、朝日放送ラジオが関西ローカル向けに放送）

### フリーアナウンサー転身後

#### テレビ
- 朝生ワイド す・またん!（読売テレビ、2021年4月1日から2022年3月まで『ドッキリ!ハッキリ!三代澤康司です』木曜日の本番前に月1回程度出演）
  - 森たけしが同局のアナウンサー時代からMCを務める縁で、フリーアナウンサーへの転身後に初めて出演。2021年4月29日（昭和の日）に組まれた祝日限定企画「す・またんラジオ」にも、（日本テレビが制作する『ZIP!』の関西ローカル向け差し替えパートを含めた）全編に登場した[9]。2022年春の番組リニューアルで森がMCを退任したことに伴い自然降板。
  - 『ドキハキ』の木曜日不定期企画「ドキハキTwitter大喜利選手権」開催日が『す・またん!』出演日となる場合が多かった。
- ピコニュース（NHK大阪、2024年6月19日20時台前半）

#### ラジオ
- おとなりさん（文化放送、2022年4月29日）
  - 金曜9時台のコーナー「教えて!全国☆ラジオスター」にゲスト出演（リモート）。同番組アシスタントの坂口愛美（文化放送アナウンサー）は三代澤の奈良高校の29年後輩にあたる。
  - 2023年1月3日19:00 - 19:55に放送の特番『「おとなりさん」スピンオフ企画 第1回 ラジオスター座談会』にもリモート出演。
- 森たけしのスカタンラジオ、西靖・谷口キヨコのもっと聴きたい!火曜日（MBSラジオ、2023年3月21日）
  - ABCラジオ公式YouTubeチャンネルにて同日19:00より放送される『キンレイ カドヤ食堂つけそばpresents ドッキリ!ハッキリ!三代澤康司とYouTube試食会です 〜すすって、笑って、Twitter大喜利スペシャル〜』のお題発表と、同番組に出演する森の送迎を兼ねて、『スカタンラジオ』終盤の17:45より25分程度出演。
  - 『スカタンラジオ』へは2023年11月28日放送分16時前からの「今週のスカタン」にも出演。
- 爆笑問題の日曜サンデー（TBSラジオ、2023年11月19日）
  - 14時台「ここは赤坂応接間」に、山田雅人と共にゲスト出演。